# Salež
Salež is een plaats in de gemeente Buzet in de Kroatische provincie Istrië. De plaats telt 17 inwoners (2001).